# Algemene verkiezingen in Liberia (1911)

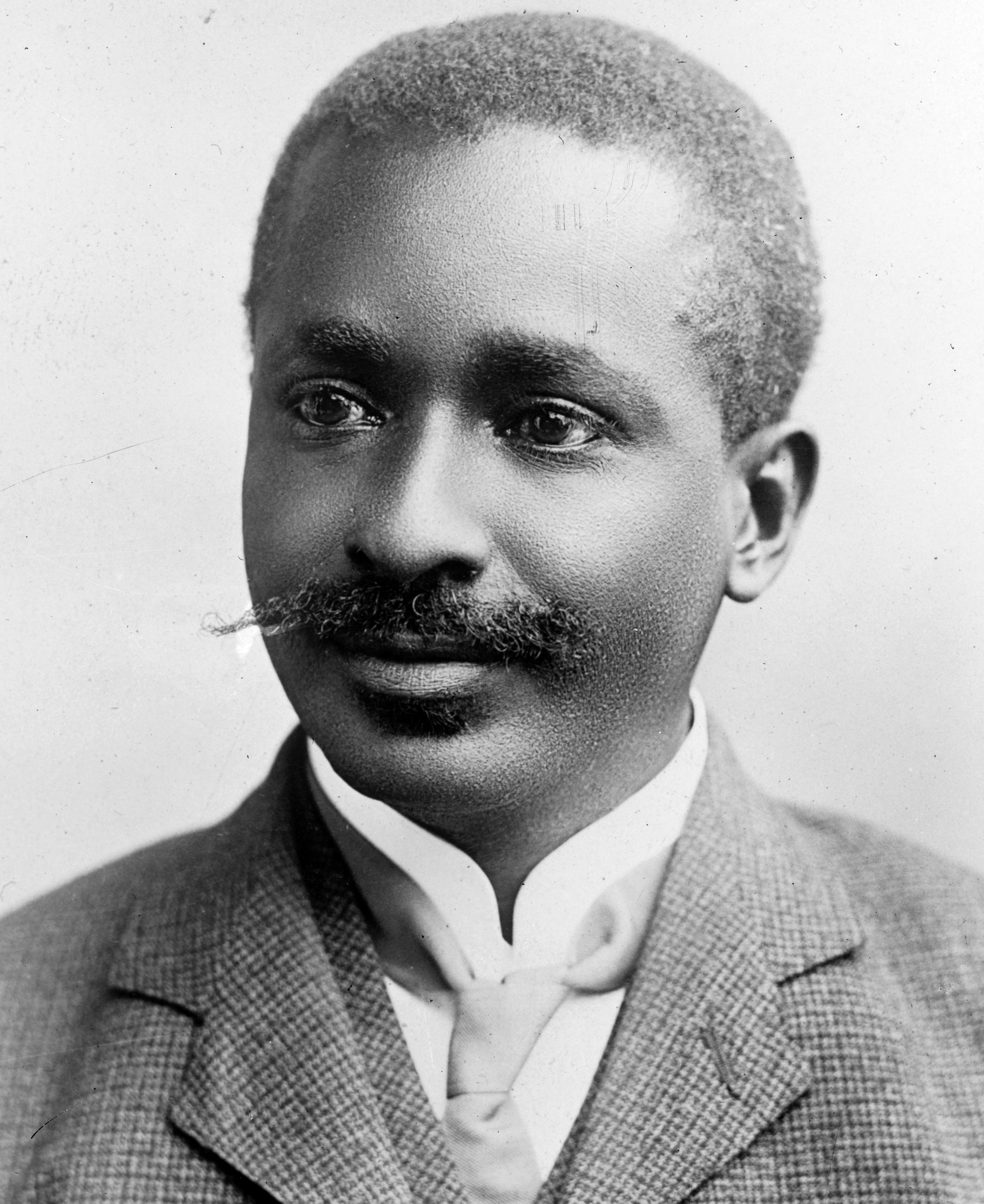
President Daniel Edward Howard.

De algemene verkiezingen in Liberia van 1911 werden in mei van dat jaar gehouden en gewonnen door Daniel Edward Howard van de True Whig Party. Exacte data (opkomst, stemverdeling, e.d.) ontbreken. 
Een partij met de naam National Union True Whig Party deed in een aantal kiesdistricten mee aan de parlementsverkiezingen, maar het is niet duidelijk of een of meerdere van de kandidaten ook daadwerkelijk in het parlement is gekozen. Al zouden er enige zetels naar deze oppositiepartij zijn gegaan, dan is daarmee de hegemonie van de de facto enige partij, de True Whig Party, nooit in gevaar geweest.